# 人民議会 (シリア)
人民議会（じんみんぎかい、アラビア語: مجلس الشعب, Majlis al-Sha'ab）は、シリアの立法府である。2024年のダマスカス侵攻によって権力を掌握した暫定政権より、任期中は議会としての機能を停止された。

## 概要
一院制、定数250、任期4年。バアス党とその衛星政党によるヘゲモニー政党制である。